# Falsototoclinius richteri
Falsototoclinius richteri är en skalbaggsart som beskrevs av Rudolph Petrovitz 1958. Falsototoclinius richteri ingår i släktet Falsototoclinius och familjen Melolonthidae. Inga underarter finns listade i Catalogue of Life.